# 아흐테르잔의 집들
〈아흐테르잔의 집들〉(프랑스어: Maisons sur l'Achterzaan)은 프랑스 화가 클로드 모네의 1871년 유화 작품이다. 네덜란드 잔담의 아흐테르잔강 서쪽 강변의 정원가옥을 묘사하고 있다. 작품 속 모네의 시점은 북서쪽에 자리한 잔강 댐이다. 현재 미국 뉴욕의 메트로폴리탄 미술관에 소장되어 있다.
보불 전쟁을 피해 런던으로 가족과 피난을 갔던 모네는 프랑스로 돌아온 뒤 1871년 동료 화가인 샤를프랑수아 도비니의 권유에 따라 그와 함께 네덜란드로 여행을 떠났다. 도비니는 아흐테르잔강의 풍경을 그림소재로 삼는 것이 어떻겠느냐고 적극 권했고, 모네는 주택가를 비롯하여 여행 중에 수많은 풍경화를 남겨 동료 인상주의 작가들로부터 호평을 받았다.

## 같이 보기
- 클로드 모네의 작품 목록